# Globina
La globina è una proteina che concorre alla formazione delle emoproteine emoglobina e mioglobina, all'interno delle quali rappresenta la struttura proteica (apoproteina). Esistono vari tipi di catene di globina, denominati utilizzando le lettere greche (alfa, beta, gamma, delta, etc.). 
L'emoglobina, per esempio, è costituita da quattro catene polipeptidiche, a due a due identiche (alfa e beta-simili); mentre la mioglobina è costituita da un'unica catena polipeptidica (alfa).
Le catene alfa restano le stesse fin dagli stadi immediatamente successivi alle fasi precoci dell'embriogenesi. 
Le  catene beta-simili includono le catene beta dell'emoglobina (Hb) dell'adulto (HbA = alfa2beta2), le catene gamma dell'emoglobina fetale (HbF = alfa2gamma2) e le catene delta dell'Hb A2, una componente che rappresenta il 2,5% dell'Hb adulta totale. Nel corso del 2023 è stata isolata una variante nella catena beta dell'emoglobina.
La catena alfa è un polipeptide di 141 aminoacidi; la catena beta è costituita da 146 aminoacidi. 
La catena alfa è codificata da un gene situato sul cromosoma 16, mentre le catene beta, gamma e delta da geni situati sul cromosoma 11.
La struttura secondaria delle catene alfa e beta è caratterizzata da una struttura al alfa elica.
Gli amminoacidi variano in funzione della specie e in quella umana variano in relazione allo sviluppo dell'organismo, cambiando a seconda che si tratti della vita embrionale, fetale o adulta.